# Suck It and See (singolo)
Suck It and See è il terzo singolo estratto dal quarto album degli Arctic Monkeys Suck It and See, pubblicato come download digitale e in formato 7" il 31 ottobre 2011, con la canzone "Evil Twin" presente come B-side.

## Video
Il video di Suck It and See, diretto da Focus Creeps, è stato reso disponibile su YouTube il 16 settembre 2011; ambientato in California, mostra la storia di un biker (il batterista Matt Helders) e la relazione con la sua partner (interpretata dalla modella americana Breana McDow). Il video di "Evil Twin" è stato reso disponibile il 27 ottobre 2011 e ne continua la storia.

## Tracce
7"
- Suck It and See - 3:45
- Evil Twin - 3:23

Digital download
- Suck It and See - 3:45
- Evil Twin - 3:23